# Spirontocaris affinis
Spirontocaris affinis är en kräftdjursart som först beskrevs av Richard Owen 1866.  Spirontocaris affinis ingår i släktet Spirontocaris och familjen Hippolytidae. Inga underarter finns listade i Catalogue of Life.